# Peter Cook
Sir Peter Cook (22 de octubre de 1936, Southend, Reino Unido) es un arquitecto inglés. En 2007 la reina Isabel II le nombró caballero por sus servicios a la sociedad en arquitectura y enseñanza.

## Biografía
Entre 1953 y 1958 fue estudiante de arquitectura en la Bounemouth College of Art, pasando más tarde a la Architectural Association School of Architecture, en Londres, donde se graduaría en 1960. Más tarde volvería a la AA como profesor. Durante su trabajo en la oficina de James Cubitt & Partners, Cook fue uno de los miembros fundadores de Archigram, un grupo muy influyente en los años 60 creado por la Asociación de Arquitectos. En 1969 recibió una beca de la Graham Foundation por su trabajo con Archigram.
Fue director del Instituto de Arte Contemporáneo de Londres entre 1970 y 1972. En 1984 fue nombrado profesor vitalicio en la Staedelschule de Fráncfort, lo que terminó de establecer su reputación de docente en las escuelas de arquitectura alemanas. Más tarde, en 1990, trabajó como profesor de arquitectura en la Escuela de Arquitectura de Bartlett, en la Universidad de Londres. 
Se retiró en 2005.

## Premios
- 2002 - El Royal Institute of British Architects concedió al grupo Archigram la Medalla de Oro del RIBA de arquitectura.
- 2004 - Peter Cook fue galardonado con el Premio Stirling junto a Colin Fournier por la Kunsthaus de Graz.